# Sabesp
Sabesp (Companhia de Saneamento Básico do Estado de São Paulo) ist ein brasilianisches Unternehmen mit Firmensitz in São Paulo.
Sabesp ist derzeit für die Wasserversorgung sowie die Sammlung und Aufbereitung von Abwasser in den 368 Gemeinden des Bundesstaates São Paulo verantwortlich. Die Firma gilt als eines der weltweit größten Unternehmen auf diesem Gebiet. Sie versorgt 27,9 Millionen Menschen mit Wasser und stellt 21,6 Millionen Menschen die Abwasserentsorgung zur Verfügung.
Sabesp ist für rund 27 % der Investitionen in sanitäre Grundversorgung in Brasilien verantwortlich. Zwischen 2018 und 2022 sollen rund 17,3 Milliarden BRL investiert werden, um die Wasserverfügbarkeit und -sicherheit zu erhöhen, ohne die Standards bei der Abwassersammlung und -behandlung zu gefährden.

## Geschichte
Sabesp begann seinen Betrieb im Jahr 1973, um den nationalen Gesundheitsplan PLANASA, ein brasilianisches Regierungsprogramm, das Kapitalinvestitionen finanzierte und dazu beitrug, staatliche Wasser- und Abwasserunternehmen zu entwickeln, mit Mitteln des FGTS (Workers 'Severance Pay Fund) umzusetzen. Seitdem wurden andere öffentliche oder staatliche Unternehmen im Zusammenhang mit der Wasserversorgung und Abwasserentsorgung in Sabesp zusammengeführt.
In den 1980er Jahren investierte Sabesp in die Abwassersammlung und -behandlung im Bundesstaat São Paulo. Im Jahr 1985 wurde das Wasserflussprogramm von Groß-São Paulo fertiggestellt, von dem 13 Millionen Menschen profitierten. Im Jahr 1992 unterzeichnete Sabesp Abkommen zur Säuberung des Tietê-Flusses und des Guarapiranga-Stausees.
Im Jahr 2002 trat Sabesp dem Handelssegment Novo Mercado der Wertpapier-, Rohstoff- und Terminbörse – Brasil, Bolsa, Balcão3 bei. Die Firma wurde auch bei der Securities and Exchange Commission (SEC), der Börsenaufsichtsbehörde der USA, registriert. Die Aktien wurden an der New York Stock Exchange als Level III ADRs (American Depository Receipts) gehandelt. Im Jahr 2004 führte der Bundesstaat São Paulo ein neues, öffentliches Angebot von Namenaktien auf dem brasilianischen und dem internationalen Markt durch.
Gemäß dem Gesetz des Bundesstaates São Paulo Nr. 119/73, das der Gründung von Sabesp zugrunde liegt, muss die staatliche Finanzabteilung von São Paulo direkt oder indirekt mindestens die Hälfte des Stimmrechtskapitals von Sabesp kontrollieren.
Im Jahr 2008 beschloss Sabesp, geografisch zu expandieren und neue Dienstleistungen auf dem Gebiet der Umwelthygiene und Energie anzubieten. Dazu wurde mit den Firmen OHL Médio Ambiente, Inima S.A.U., Técnicas y Getion Medioambiental S.A.U. und Estudos Técnicos e Projetos ETEP Ltda., die Firma Sesamm – Serviços de Sanéamento de Mogi Mirim S.A. gegründet.
Im September 2017 wurde das Landesgesetz 16525/17 verabschiedet, das die Regierung von São Paulo zur Gründung einer Kontrollgesellschaft ermächtigt, die alle Anteile an der Sabesp hält, die der Staatsregierung von São Paulo gehört.